# 부산항만소방서
부산항만소방서(釜山港灣消防署, Busan Hangman Fire Station)는 부산광역시 영도구, 부산광역시 동구 일부, 부산광역시 중구 일부, 부산광역시 남구 일부를 관할하는 부산광역시 소방안전본부 산하의 소방서이다.
소방서장은 소방정으로 보한다.

## 조직
| - 청문감사담당관 - 감사감찰계 - 보건안전계 | - 소방행정과 - 소방행정계 - 예산장비계 | - 예방안전과 - 안전지도계 - 소방민원계 | - 구조구급과 - 구조구급계 - 홍보교육계 | - 현장대응단 - 방호계 - 지휘조사1·2·3팀 |

## 관할센터 및 관할구역
부산항만소방서는 4개의 119안전센터와 2개의 소방정대, 1개의 구조대를 산하에 두고 있다.
| 명칭                     | 사진 | 주소               | 관할구역                                                      | 지역대 |
| ------------------------ | ---- | ------------------ | ------------------------------------------------------------- | ------ |
| 동삼119안전센터          |      | 영도구 해양로 297  | 영도구 동삼동                                                 |        |
| 청학119안전센터          |      | 영도구 태종로 274  | 영도구 청학동, 봉래2동                                        |        |
| 영선119안전센터          |      | 영도구 태종로 115  | 영도구 영선동, 남항동, 신선동, 봉래1동                        |        |
| 부두119안전센터          |      | 동구 충장대로 286  | 동구 범일2·5동, 초량동, 중구 중앙동, 남구 우암동, 문현동      |        |
| 소방1정대                |      | 동구 충장대로 286  | 영도대교 기점 동편항만 ~ 기장, 대변항                         |        |
| 소방2정대                |      | 사하구 감천항로 35 | 영도대교 기점 서편 남항, 감천항, 다대포항, 부산신항, 연안지역 |        |
| 부산항만소방서 119구조대 |      | 영도구 상리로 76   | 부산광역시 영도구, 동구 일부, 중구 일부, 남구 일부            |        |

## 같이 보기
- 대한민국 소방청
- 대한민국의 소방
- 소방관 계급